# Kiellitunturi
Kiellitunturi är en kulle i Finland. Den ligger i Enontekis i landskapet Lappland, i den norra delen av landet, 1 000 km norr om huvudstaden Helsingfors. Toppen på Kiellitunturi är 571 meter över havet, eller 54 meter över den omgivande terrängen. Bredden vid basen är 5,7 km.
Terrängen runt Kiellitunturi är huvudsakligen platt.  Trakten runt Kiellitunturi är nära nog obefolkad, med mindre än två invånare per kvadratkilometer. Det finns inga samhällen i närheten. Omgivningarna runt Kiellitunturi är i huvudsak ett öppet busklandskap.